# Francis Biddle
Pour les articles homonymes, voir Biddle.
Francis Beverley Biddle, né le 8 mai 1886 à Paris 9e et mort le 4 octobre 1968 à Wellfleet (Massachusetts), est un juriste et homme politique américain. Membre du Parti démocrate, il est procureur général des États-Unis entre 1941 et 1945 dans l'administration du président Franklin Delano Roosevelt et brièvement dans celle de son successeur Harry S. Truman. Il est connu pour son rôle lors du procès de Nuremberg, où il est le principal juge représentant les États-Unis. 

## Biographie
Francis Biddle est l'un des quatre fils d'Algernon Biddle, professeur de droit à l'université de Pennsylvanie ; il est l'arrière-arrière-petit-fils d'Edmund Randolph, et un parent éloigné de James Madison. Né à Paris, il entame ses études secondaires à la Groton School, période durant laquelle il pratique la boxe. Il poursuit ses études à l'université Harvard, où il décroche en 1909 le titre de Bachelor of arts, puis, en 1911, un diplôme en droit. Sa carrière professionnelle débute en tant que secrétaire privé d'Oliver Wendell Holmes Jr., membre de la Cour suprême des États-Unis ; il passe les vingt-sept années suivantes à pratiquer le droit à Philadelphie. En 1912, il soutient la candidature à la présidence de Théodore Roosevelt, sous la bannière du Bull Mose Party que celui-ci a créé.
En 1935, le président Franklin Delano Roosevelt le nomme président du National Labor Relations Board, puis, quatre ans après, juge à la Cour d’appel des États-Unis pour le troisième circuit. Il n'y siège qu’un an, avant de devenir avocat général des États-Unis. Cette nomination n’est, elle aussi que de courte durée, Francis Biddle devenant, en 1941, procureur général des États-Unis. Il occupe ce poste pendant la majeure partie de la Seconde Guerre mondiale et est surtout connu pour son action ordonnant l’arrestation des ennemis étrangers par le FBI, le 7 décembre 1941, arrestation qui préfigure le décret présidentiel 9066, autorisant la détention des citoyens américains d’origine japonaise dans des camps d’internement.
À la demande du président Harry S. Truman, il démissionne de son poste après la mort de Franklin Roosevelt et est ensuite nommé en tant que juge américain au procès de Nuremberg. Le successeur de Francis Biddle en tant que procureur général, Tom Clark, raconte que son prédécesseur était le premier officiel dont Harry Truman souhaitait la démission, et qu’il ne s'agissait pas là d’une tâche facile. Toujours selon Tom Clark, Francis Biddle fut amusé du bégaiement du président, et lorsque l'affaire fut entendue, il prit Harry Truman dans ses bras en lui disant : « Tu vois, Harry, ce n’était pas si difficile ! ».
En 1947, Harry Truman le désigne comme représentant des États-Unis au Conseil économique et social des Nations unies ; le Parti républicain refusant d’approuver sa nomination, Francis Biddle demande au président de retirer sa proposition.
Au début des années 1950, il est président d’une organisation créée par des dirigeants du Parti démocrate, les Américains pour une action démocratique (Americans for Democratic Action) ; dix années plus tard, il écrit deux volumes de mémoires : A Casual Past puis In Brief Authority. Il termine sa carrière en tant que président de la commission commémorative Franklin D. Roosevelt, poste dont il démissionne en 1965.
En 1927, il écrit un roman sur la société de Philadelphie The Llanfear Patter ; en 1942, il met à profit son étroite relation, trente ans plus tôt, avec Wendell Holmes, pour écrire la biographie de celui-ci, Mr. Justice Holmes. En 1944, il publie La pensée démocrate et la guerre (Democratic Thinking and the War), puis en 1949 Le meilleur espoir du monde (The World's Best Hope) qui porte sur le rôle des États-Unis dans l'après-guerre.
Marié à la poétesse Katherine Garrison Chapin et père de deux fils, il meurt d’une crise cardiaque le 4 octobre 1968. Il a fait l’objet d’une pièce de théâtre, Trying, écrite par Joanna McClelland Glass, sa secrétaire à partir de 1967.